# نیتس کوروار
نیتس کوروار (انگلیسی: Nijs Korevaar؛ ۳۱ دسامبر ۱۹۲۷ – ۱ دسامبر ۲۰۱۶) ورزشکار واترپلو اهل پادشاهی هلند بود.
وی در مسابقات کشوری و بین‌المللی در مجموع برندهٔ ۱ مدال طلا، ۱ مدال برنز شده‌است.